# Bentonville (Ohio)
Bentonville é um lugar designado pelo censo localizado no condado de Adams no estado estadounidense de Ohio. No Censo de 2010 tinha uma população de 287 habitantes e uma densidade populacional de 64,16 pessoas por km².

## Geografia
Bentonville encontra-se localizado nas coordenadas 38° 44′ 44″ N, 83° 36′ 37″ O. Segundo o Departamento do Censo dos Estados Unidos, Bentonville tem uma superfície total de 4.47 km², da qual 4.47 km² correspondem a terra firme e (0%) 0 km² é água.

## Demografia
Segundo o censo de 2010, tinha 287 pessoas residindo em Bentonville. A densidade populacional era de 64,16 hab./km². Dos 287 habitantes, Bentonville estava composto pelo 99.65% brancos, o 0% eram afroamericanos, o 0.35% eram amerindios, o 0% eram asiáticos, o 0% eram insulares do Pacífico, o 0% eram de outras raças e o 0% pertenciam a duas ou mais raças. Do total da população o 0.7% eram hispanos ou latinos de qualquer raça.